# Brian Cusworth
Brian Cusworth (Saint Louis (Missouri), EUA, 9 de març de 1984) és un jugador de bàsquet estatunidenc que mesura 2,13 metres i juga en la posició de pivot. Actualment amb fitxa al Bàsquet Manresa, tot i que està lesionat als turmells i se l'ha donat de baixa.

## Palmarès
- Club:
  - Tartu Ülikool/Rock 
    - 2007-2008 Campionat Nacional d'Estònia (SEB Korvpalli Meistriliiga)
    - 2007-2008 Subcampió de Copa d'Estònia

- Individuals:
  - MVP de la fase final del Campionat Nacional d'Estònia